# Даниловка (Красногорское городское поселение)
Даниловка — посёлок в Красногорском районе Брянской области России. Входит в состав Красногорского городского поселения.

## География
Посёлок находится в западной части Брянской области, в зоне хвойно-широколиственных лесов, в пределах восточной окраины Полесской низменности, к северу от реки Беседи и автодороги 15К-1504, на расстоянии примерно 3 километров (по прямой) к западу от посёлка городского типа Красная Гора, административного центра района. Абсолютная высота — 133 метра над уровнем моря.

### Климат
Климат характеризуется как умеренно континентальный. Среднегодовая многолетняя температура воздуха составляет 10 °С. Средняя температура воздуха самого тёплого месяца (июля) — 23,9 °C (абсолютный максимум — 32 °C); самого холодного (января) — −3,8 °C (абсолютный минимум — −25 °C). Безморозный период длится в среднем 170—190 дней. Среднегодовое количество атмосферных осадков составляет 550—600 мм.

### Часовой пояс
Посёлок Даниловка, как и вся Брянская область, находится в часовой зоне МСК (московское время). Смещение применяемого времени относительно UTC составляет +3:00.

## История
Возник в составе Рогачевского уезда Могилёвской (с 1919 - Гомельской) губернии; в начале 1920-х годов передан в Клинцовский уезд (Красногорская волость).

## Население
| 2010 | 2013 |
| ---- | ---- |
| 0    | →0   |

### Национальный состав
170 человек (1927), в национальной структуре населения русские составляли 100 % из 4 человек (2002).